# Lillo e Greg - The movie!
Lillo e Greg - The movie! è un film del 2007, diretto da Luca Rea. Si tratta di un'antologia di sketch di Lillo & Greg.

## Trama

### Vi posso disturbare un minuto?
di Lillo e Greg
Una "pacifica" signorina delle pulizie porge a Lillo e Greg questa domanda un po' ambigua.

### Adieu
di Claudio "Greg" Gregori e Luca Rea
Un uomo guarda nostalgico il cielo di Parigi e...

### Mentire a sé stesse
di Lillo e Greg
Due prostitute, che si incontrano in un parcheggio, si riconoscono immediatamente: erano compagne di classe al liceo. Si chiedono a vicenda il perché si trovino in un posto come un parcheggio e non fanno altro che inventarsi scuse che non reggono e che vengono irrimediabilmente sfasciate quando una macchina arriva e l'autista chiede la tariffa. Tuttavia anche dopo continueranno le bugie.

### L'amico avvelenato
di Claudio "Greg" Gregori
Un uomo invita a casa sua un vecchio amico e, con aria cupa, comincia a raccontargli della moglie e di come abbia scoperto il suo tradimento e il suo amante e di come l'abbia avvelenato. L'amico è molto turbato e in un crescendo di terrore comincia a capire…

### L'incidente
di Lillo e Greg
Un automobilista investe accidentalmente un motociclista e cerca di chiamare i soccorsi. Ma avrà qualche problema nel farsi capire...

### Il solerte cameriere
di Claudio "Greg" Gregori
Un cameriere viene minacciato di esser licenziato se non impara una buona volta quando portare via i piatti. Il povero cameriere le prova tutte ma invano.

### La segretaria cozza
di Claudio "Greg" Gregori
Un uomo in un ufficio cerca una compagnia femminile per la sera, dopo un due di picche ci prova con la segretaria, ma non ce la fa.

### La "telecammera"
di Lillo e Greg
Due uomini delle pulizie scoprono una telecamera nella stanza dove stanno pulendo.

### Provini
di Lillo e Greg
Viene fatta vedere una surreale serie di provini.

### Il killer
di Lillo e Greg
Un killer ha il compito di assassinare un uomo ma al contempo quest'uomo scopre di avere una malattia incurabile e decide di suicidarsi.

### L'ago nel pagliaio
di Lillo e Greg
Lillo e Greg cercano qualcosa nella videoteca ma è come cercare un ago in un pagliaio.

### Il suicida
di Lillo e Greg
Un uomo si trova sul parapetto è disperato e vuole rientrare dalla finestra in casa sua, il vicino lo vede e, quasi supplicandolo, lo invita a buttarsi.

### Mentire a sé stessi
di Lillo e Greg
Due amici, ex fumatori, si incontrano durante la pausa pranzo per una sigaretta.

### Capricci
di Simone Colombari
Una ragazzina esagera con i capricci...

### La donnina in merceria
di Claudio "Greg" Gregori
Una vecchia donna entra in una merceria e ordina del petto di pollo...

### Utopia
di Pasquale "Lillo" Petrolo
Vediamo un mondo ideale in cui le questioni che hanno a che fare con il sesso non sono affatto dei tabù e se ne parla tranquillamente per strada.

### Il ventriloquo
di Claudio "Greg" Gregori
Un ventriloquo fa le prove di un suo numero. Ma niente è come sembra...

### Non ti vedo bene
di Claudio "Greg" Gregori
Due amici parlano cordialmente e uno dei due comincia a descrivere la sua bella famiglia e il suo bel lavoro. Tuttavia l'altro uomo fa l'affermazione "Non ti vedo bene" ed è a quel punto che il primo comincia a confessare che non va bene proprio nulla. Ma quando va al bagno capiamo che l'altro intendeva dire un'altra cosa con il "Non ti vedo bene".

### Te voi divertì 'n pajo d'ore?
di Claudio "Greg" Gregori
Una prostituta fa questa domanda non insolita per lei ad un passante.

### Non si sente bene
di Claudio "Greg" Gregori
Il medico suona il campanello di un appartamento, dove si è recato a visitare un paziente. Alla prima domanda del medico, la moglie del paziente risponde "Da stamattina non si sente bene". La frase sarà però destinata a cambiare di significato.

### L'eletto
di Claudio "Greg" Gregori
Ugo, un uomo comune, si reca dall'amico Raimondo, che ha visto l'ultima volta due anni prima e vede la sua vita tutt'altro che normale. Dopo aver rischiato di essere evirato da Raimondo per aver pescato casualmente un "otto di fiori" (che quindi era diventato una divinità alla quale doveva essere sempre fedele), Ugo fugge dalla casa di Raimondo. Mentre è per strada infila la mano in tasca per estrarre un accendino e così facendo, butta in terra di proposito la carta. La scena si conclude con Ugo che corre, inseguito da una massa di uomini che hanno ritrovato la carta e che lo appellano "L'Eletto", evidentemente seguendo la religione di Raimondo.

## Distribuzione
Il film è stato distribuito via internet e via satellite. Dopo un certo periodo è stato anche distribuito in DVD dalla Minerva Pictures Group e dalla 01 Distribution.

## Colonna sonora
La colonna sonora è stata composta da Attilio Di Giovanni e Greg.